# Morgan Neville

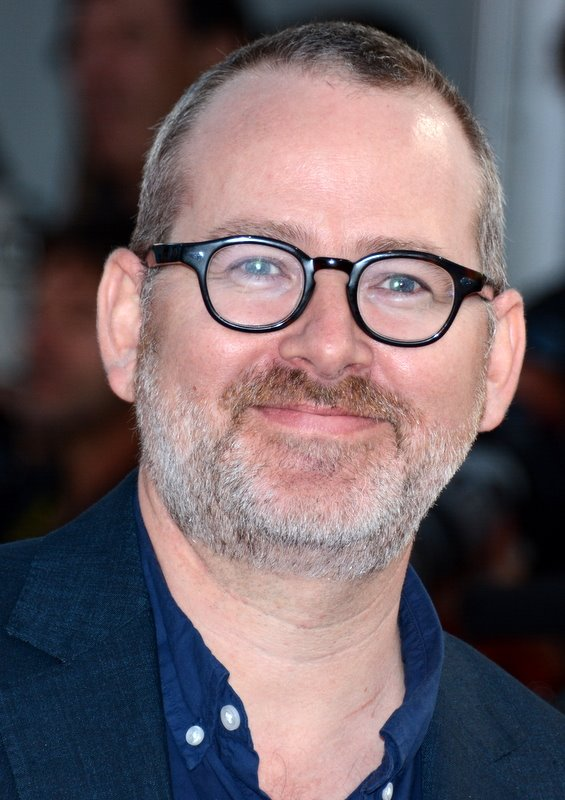
Morgan Neville 2013

Morgan Neville (* 10. Oktober 1967 in Los Angeles, Kalifornien) ist ein US-amerikanischer Filmproduzent, -regisseur und Drehbuchautor.

## Leben
Neville wuchs in Los Angeles, Kalifornien auf und studierte an der University of Pennsylvania. Er arbeitete zunächst als Journalist in New York und San Francisco. 1993 begann er als Filmproduzent zu arbeiten. Als Regisseur debütierte er 1995 mit dem Dokumentarfilm Shotgun Freeway: Drives thru Lost L.A. Es folgten weitere Dokumentarfilme, unter anderem über Muddy Waters, Johnny Cash und die legendäre Plattenfirma Stax Records. Für diese drei Filme war er außerdem für den Grammy nominiert.
Am 2. März 2014 gewann er zusammen mit den beiden Produzenten Gil Friesen und Caitrin Rogers mit 20 Feet from Stardom den Oscar für den besten Dokumentarfilm.

## Auszeichnungen (Auswahl)
- 2014: Oscar für den besten Dokumentarfilm für 20 Feet from Stardom (zusammen mit Gil Friesen und Caitrin Rogers)
- 2014: Independent Spirit Award als besten Dokumentarfilm für 20 Feet from Stardom (zusammen mit Gil Friesen und Caitrin Rogers)

## Filmografie (Auswahl)

### Regie und Produktion
- 1995: Shotgun Freeway: Drives Through Lost L.A.
- 1997: Sidney Poitier: The Defiant One
- 1998: The Hustons: Hollywood’s Maverick Dynasty
- 1998–2006: Biography (8 Episoden)
- 1999: Brian Wilson: A Beach Boy’s Tale
- 2000: Sam Phillips: the Man Who Invented Rock’n’Roll
- 2001: The Songmakers Collection
- 2003–2011: American Masters (3 Episoden)
- 2005: Shakespeare Was a Big George Jones Fan: Cowboy Jack Clement’s Home Movies
- 2006: American Revolutions: The Highwaymen
- 2008: Johnny Cash’s America
- 2008: The Cool School
- 2010: Search and Destroy: Iggy & The Stooges’ Raw Power
- 2011: Troubadours
- 2013: 20 Feet from Stardom
- 2015: Best of Enemies
- 2015: The Music of Strangers: Yo-Yo Ma & The Silk Road Ensemble
- 2015: Keith Richards: Under the Influence
- 2018: Won’t You Be My Neighbor?

### Produktion
- 1997: Gloria Swanson: The Greatest Star
- 2003: Dark Stars
- 2008: The Joy of Lex
- 2008: The Night James Brown Saved America
- 2010: Ray Charles America
- 2011: The Union
- 2011: Pearl Jam Twenty
- 2012: Beauty Is Embarrasing
- 2012: Burn
- 2012: Counting the World
- 2012: Crossfire Hurricane